# Julien Carette
Pour les articles homonymes, voir Carette.
Ne doit pas être confondu avec l'acteur Henri Charrett (1901-1972), dit Charrett
Julien Carette, souvent simplement crédité comme Carette, est un acteur français, né le 24 décembre 1897 dans le 17e arrondissement de Paris et mort le 20 juillet 1966 à Saint-Germain-en-Laye.
Il a joué dans plus d'une centaine de films qu'il a marqués par sa forte personnalité et son accent parisien.

## Biographie

### Premiers pas dans le métier
Julien Henri Carette est né dans le 17e arrondissement de Paris, fils de Félix Carette (né en 1870) et de Valentine Oursel (1875-1949).
Ajourné en 1916, 1917 et 1918 pour sa petite taille et une "faiblesse générale", il ne participe pas à la première guerre mondiale. Il quitte l'école sans obtenir son brevet, et accumule les emplois les plus divers : camelot, représentant, machiniste de théâtre, souffleur, et employé des chemins de fer où il aurait renforcé sa gouaille.
Il s'inscrit aux Arts Décos, où il rencontre Claude Autant-Lara, avec le secret espoir de devenir peintre. Sentant que sa vocation n'est pas là, il se dirige vers le théâtre. Après un échec au concours d'entrée au Conservatoire, il se fait engager comme figurant au théâtre de l'Odéon.
Dans les années 1920, il monte sur les planches et participe à des créations comme celles du théâtre du Vieux-Colombier, où il joue sous la direction de Jacques Copeau, L'Oeuvre des Athlètes (1920) de Georges Duhamel avec Louis Jouvet, et Les Plaisirs du hasard (1922) de René Benjamin.
Il joue des opérettes dans des petits théâtres, mais aussi du théâtre de boulevard. En 1931, il joue dans Le roi masqué de Jules Romains, mis en scène par Louis Jouvet au Théâtre Pigalle. Au fil de sa carrière, il jouera pour d'autres auteurs reconnus comme Luigi Pirandello, Henri Bernstein, Jacques Deval, les opérettes d'André Messager et d'Oberfeld.
Après un premier rôle dans un film, où il joue Gavrilo Princip, l'assassin de l'Archiduc François-Ferdinand (un film perdu), Julien Carette fait ses premières armes dans des films mineurs du cinéma muet, comme Le Film du Poilu d'Henri Desfontaines (1928).

### Titi parisien et grand second rôle
Malicieux, gouailleur, œil de braise : Carette n'a jamais laissé indifférents les spectateurs et les réalisateurs. L'avènement du parlant révèle un accent parisien bien trempé. Son phrasé reconnaissable entre tous, sa bonne humeur communicative, ses mimiques et ses reparties assurent sa forte popularité auprès du public.
En 1931, on le voit dans L'Amour à l'américaine, de Claude Heymann, et dans Attaque nocturne, de Marc Allégret. Les frères Prévert lui donnent sa chance avec un rôle en vue dans L'Affaire est dans le sac.
Il participe ensuite aux adaptations filmiques des pièces qu'il jouait dans les années 1920, comme Passionnément (1932), La Pouponnière (1933), et Les Soeurs Hortensia (1934). Entre 1932 et 1937, il joue dans une trentaine de films, dont Fanfare d'amour avec Fernand Gravey, qui inspira à Billy Wilder son film Some Like It Hot.
Jean Renoir lui offre alors des rôles à sa mesure. Il est à nouveau un titi parisien dans La Grande Illusion (1937), un volontaire dans La Marseillaise, Pecqueux, le chauffeur du mécanicien Lantier dans La Bête humaine (1938), et Marceau, le braconnier magnifique, qui se joue du garde-chasse Schumacher, dans La Règle du jeu (1939). En 1943, c'est Pierre Prévert qui lui confie le rôle principal dans Adieu Léonard, puis dans Bonsoir mesdames, bonsoir messieurs de Roland Tual, sur des dialogues de Robert Desnos.
À partir de 1942, il devient le comédien fétiche de Claude Autant-Lara. Dans Lettres d'amour (1942), il apparaît en maître à danser trépidant et diabolique. Dans Occupe-toi d'Amélie (1949), Autant-Lara exploite sa veine comique. Dans L'Auberge rouge (1951), aux côtés de Fernandel et Françoise Rosay, il campe avec conviction l'inquiétant patron assassin de l'auberge de Peyrebeille. Dans La Jument verte, il incarne le maire mourant.
Sa longue carrière (il a tourné dans plus d'une centaine de films) est aussi associée à d'autres grands réalisateurs français : Henri Decoin, Marcel Carné, Yves Allégret, Jean Grémillon, Sacha Guitry, Julien Duvivier, Henri Verneuil, Georges Lampin, André Cayatte...
En 1964, il tourne dans son dernier film, Les Aventures de Salavin de Pierre Granier-Deferre. En 1965, il est costumier pour la pièce Les enchaînés de Eugene O'Neill au Théâtre Récamier avec Maria Casarès.

### Fin de vie
Atteint par l'arthrose, il prend sa retraite au milieu des années 1960. À la suite d'un incendie domestique dans son appartement du Vésinet, il meurt de ses brûlures, le 20 juillet 1966, à l'hôpital de Saint-Germain-en-Laye.
Il avait épousé Eugénie Garnier (1895-1980) le 26 mai 1931, après un premier mariage avec Gabrielle Lambert (1900-1976) le 21 juin 1924.
Il est inhumé au Vésinet (Yvelines).

## Filmographie
- 1930 : Au coin perdu court métrage de Robert Péguy
- 1931 : Attaque nocturne court métrage de Marc Allégret - le commissaire
- 1931 : L'Amour à l'américaine de Claude Heymann - M. Lepape
- 1931 : Le Collier court métrage de Marc Allégret
- 1931 : Les Quatre Jambes court métrage de Marc Allégret
- 1932 : L'affaire est dans le sac moyen métrage de Pierre Prévert - Clovis
- 1932 : Baby de Carl Lamac et Pierre Billon - Pat
- 1932 : Les Gaietés de l'escadron de Maurice Tourneur - un cavalier
- 1932 : Moi et l'Impératrice de Paul Martin et Friedrich Hollaender - le médecin major
- 1932 : Passionnément de René Guissart et Louis Mercanton - Auguste
- 1932 : La Pouponnière de Jean Boyer - le domestique
- 1932 : Seul court métrage de Jean Tarride - Michel
- 1933 : Adieu les beaux jours de Johannes Meyer et André Beucler - Fred
- 1933 : Georges et Georgette de Reinhold Schünzel et Roger Le Bon - Georges
- 1933 : Gonzague ou l'accordeur court métrage de Jean Grémillon
- 1933 : Gudule court métrage de Pierre-Jean Ducis
- 1933 : Je te confie ma femme de René Guissart - Nicou
- 1934 : Le Billet de mille de Marc Didier - un inspecteur
- 1934 : Ferdinand le noceur de René Sti - M. farjol
- 1934 : Le Greluchon délicat de Jean Choux - Émile
- 1934 : Mon cœur t'appelle de Carmine Gallone et Serge Véber
- 1934 : Turandot, princesse de Chine de Gerhard Lamprecht et Serge Véber
- 1934 : Ces messieurs de la noce court métrage de Germain Fried
- 1934 : Les Chevaliers de la cloche court métrage de René Le Hénaff - Picolard
- 1934 : L'École des resquilleurs court métrage de Germain Fried
- 1934 : Un petit trou pas cher court métrage de Pierre-Jean Ducis
- 1935 : Dora Nelson de René Guissart - M. Fouchard
- 1935 : Et moi, j'te dis qu'elle t'a fait de l'œil de Jack Forrester - Auguste
- 1935 : Fanfare d'amour de Richard Pottier - Pierre
- 1935 : Gangster malgré lui d'André Hugon
- 1935 : L'Heureuse Aventure de Jean Georgesco
- 1935 : La Marraine de Charley de Pierre Colombier
- 1935 : Paris Camargue de Jack Forrester
- 1935 : Parlez-moi d'amour de René Guissart - Wolff
- 1935 : Les Sœurs Hortensias de René Guissart - M. mazareaud
- 1935 : Une nuit de noces de Maurice Kéroul et Georges Monca - M. Duvallier
- 1935 : La Clef des champs court métrage de Pierre-Jean Ducis
- 1935 : La Grande Vie court métrage de Henri Diamant-Berger
- 1935 : Aventure à Paris de Marc Allégret - le chasseur
- 1936 : Marinella de Pierre Caron - M. Trombert
- 1936 : La Reine des resquilleuses de Marco de Gastyne et Max Glass - Richard
- 1936 : 27, rue de la Paix de Richard Pottier - Jules
- 1937 : La Fessée de Pierre Caron - le valet de chambre
- 1937 : La Grande Illusion de Jean Renoir - Cartier, l'acteur chanteur
- 1937 : Gribouille de Marc Allégret - Lurette
- 1937 : Les Rois du sport de Pierre Colombier - Vachette
- 1938 : La Marseillaise de Jean Renoir - un volontaire
- 1938 : L'Accroche-cœur de Pierre Caron - le barman
- 1938 : La Bête humaine de Jean Renoir - Pecqueux, le second du chef mécanicien
- 1938 : Café de Paris d'Yves Mirande et Georges Lacombe - le journaliste
- 1938 : Derrière la façade de Georges Lacombe et Yves Mirande - le soldat
- 1938 : Entrée des artistes de Marc Allégret - Lurette le journaliste
- 1938 : Les Gaietés de l'exposition d'Ernest Hajos - le premier détective
- 1938 : Je chante de Christian Stengel - Julien Lorette
- 1938 : Lumières de Paris de Richard Pottier - le vendeur de postes
- 1938 : Le Monsieur de cinq heures de Pierre Caron - Amédée
- 1938 : Le Récif de corail de Maurice Gleize - Havelock, le cuistot du bateau
- 1938 : La Route enchantée de Pierre Caron - Cosaque
- 1939 : La Famille Duraton de Christian Stengel - Paradis
- 1939 : Le Monde tremblera - La Révolte des vivants de Richard Pottier - Julien Bartaz
- 1939 : Le Paradis des voleurs de Lucien-Charles Marsoudet
- 1939 : La Règle du jeu de Jean Renoir - Marceau, le braconnier
- 1939 : Tempête de Dominique Bernard-Deschamps - l'épicier
- 1939 : Battement de cœur d'Henri Decoin - Yves Calubert
- 1940 : Soyez les bienvenus de Jacques de Baroncelli
- 1941 : Sixième étage de Maurice Cloche - Max Lescalier
- 1941 : Parade en sept nuits de Marc Allégret - l'aide du gardien
- 1941 : Croisières sidérales d'André Zwobada - Lucien Marchand
- 1941 : Fromont jeune et Risler aîné de Léon Mathot - Achille
- 1941 : La Prière aux étoiles de Marcel Pagnol - Film resté inachevé - Frédéric
- 1942 : À la belle frégate d'Albert Valentin - Pierre
- 1942 : La Bonne Étoile de Jean Boyer - le Parisien
- 1942 : Fou d'amour de Paul Mesnier - L'homme aux mouches
- 1942 : Lettres d'amour de Claude Autant-Lara - Loriquet, le maître à danser
- 1942 : Une étoile au soleil d'André Zwobada - M. Plessis
- 1943 : Monsieur des Lourdines de Pierre de Hérain - Albert
- 1943 : Adieu Léonard de Pierre Prévert - Félicien Léonard, fabricant de farces et attrapes
- 1943 : Bonsoir mesdames, bonsoir messieurs de Roland Tual - M. Sullivan
- 1943 : Service de nuit de Jean Faurez - Georges Masson
- 1944 : Le Merle blanc de Jacques Houssin - Hyacinthe Camusset
- 1945 : Vingt-quatre Heures de perm' de Maurice Cloche - Gaston Boran
- 1945 : Enquête du 58 court métrage de Jean Tedesco
- 1945 : Impasse de Pierre Dard - Michel
- 1945 : Messieurs Ludovic de Jean-Paul Le Chanois - Julien
- 1946 : Sylvie et le Fantôme de Claude Autant-Lara - Hector, le majordome
- 1946 : L'Amour autour de la maison de Pierre de Hérain - le père Jus
- 1946 : Le Château de la dernière chance de Jean-Paul Paulin - Faustin
- 1946 : Histoire de chanter de Gilles Grangier : Robert, livreur dans une épicerie
- 1946 : Les Portes de la nuit de Marcel Carné : M. Quinquina, vendeur ambulant
- 1947 : Le Mannequin assassiné de Pierre de Hérain : Léonisse
- 1947 : La Fleur de l'âge de Marcel Carné (resté inachevé)
- 1947 : Histoire de chanter de Gilles Grangier
- 1948 : Une si jolie petite plage d'Yves Allégret : le voyageur de commerce
- 1948 : Entre onze heures et minuit d'Henri Decoin : le veilleur de nuit
- 1949 : Amédée de Gilles Grangier : Ange Louis
- 1949 : Branquignol de Robert Dhéry lui-même en majordome et machiniste de théâtre
- 1949 : La Marie du port de Marcel Carné : Thomas Viau le pêcheur alcoolique
- 1949 : Occupe-toi d'Amélie de Claude Autant-Lara : M. Pochet
- 1949 : Premières Armes de René Wheeler : Simon
- 1949 : Ronde de nuit de François Campaux : M. Trinquet
- 1949 : Vedettes en liberté court métrage de Jacques Guillon : lui-même
- 1950 : Sans laisser d'adresse de Jean-Paul Le Chanois : le tapissier
- 1950 : Pour l'amour du ciel (E' più facile che un cammello...) de Luigi Zampa : Amédéo Santini
- 1950 : Bertrand cœur de lion de Robert Dhéry (commentaire)
- 1951 : Agence matrimoniale de Jean-Paul Le Chanois : Jérôme
- 1951 : L'Auberge rouge de Claude Autant-Lara : Martin, l'aubergiste assassin
- 1951 : Drôle de noce de Léo Joannon : Julien Barbezat, le concierge
- 1951 : Rome-Paris-Rome (Signori, in carrozza!) de Luigi Zampa
- 1952 : Au diable la vertu de Jean Laviron : M. Tellier
- 1952 : La Fête à Henriette de Julien Duvivier : Arthur
- 1953 : L'Amour d'une femme de Jean Grémillon M. Le Quellec
- 1953 : Le Bon Dieu sans confession de Claude Autant-Lara : Eugène
- 1953 : Gli uomini, che mascalzoni! de Glauco Pellegrini : le père
- 1954 : La Maison du souvenir (Casa Ricordi) de Carmine Gallone : Félix
- 1954 : Pas de coup dur pour Johnny d'Émile Roussel : Mimile
- 1954 : Sur le banc de Robert Vernay : Sosthène, l'ami de Carmen et La Hurlette
- 1955 : Ces sacrées vacances de Robert Vernay : un campeur
- 1955 : Coup dur chez les mous de Jean Loubignac
- 1955 : La Môme Pigalle d'Alfred Rode : le portier
- 1955 : Rencontre à Paris de Georges Lampin : l'encaisseur qui veut saisir la machine à écrire
- 1955 : Si Paris nous était conté de Sacha Guitry : un cocher
- 1956 : Crime et Châtiment de Georges Lampin - Pierre Marcelin, le père alcoolique
- 1956 : Je reviendrai à Kandara de Victor Vicas - M. Grindel, le gardien de prison
- 1956 : Pardonnez nos offenses de Robert Hossein - le père Rapine
- 1956 : Paris, Palace Hôtel d'Henri Verneuil - Bébert
- 1957 : La Belle et le Tzigane de Jean Dréville et Marton Keleti - le grand Robert
- 1957 : Le Temps des œufs durs de Norbert Carbonnaux - M. Grillot, le garagiste
- 1957 : Les trois font la paire de Sacha Guitry et Clément Duhour - Léon, le patron du bistrot
- 1958 : Le Joueur de Claude Autant-Lara - Bagdovitch
- 1958 : Le Miroir à deux faces d'André Cayatte - Albert Benoît
- 1959 : Archimède le clochard de Gilles Grangier - Félix, le clochard aux chiens
- 1959 : La Jument verte de Claude Autant-Lara - Philibert
- 1959 : La Millième Fenêtre de Robert Ménégoz - le grand-père Billois
- 1959 : Pantalaskas de Paul Paviot - Zuwalski
- 1960 : Vive Henri IV, vive l'amour de Claude Autant-Lara - M. Epernon
- 1962 : Mon oncle du Texas de Robert Guez - Dédé Girofle
- 1963 : La Foire aux cancres de Louis Daquin - le cheminot
- 1964 : Les Aventures de Salavin de Pierre Granier-Deferre - Lhuillier, un clochard
- 1964 : Les Pieds nickelés de Jean-Claude Chambon - Merluche

## Théâtre
- 1917 : L'Affaire des poisons de Victorien Sardou, Théâtre de l'Odéon
- 1920 : Cromedeyre-le-Vieil de Jules Romains, mise en scène Jacques Copeau, Théâtre du Vieux-Colombier
- 1921 : La Dauphine de François Porché, Théâtre du Vieux-Colombier
- 1922 : Les Plaisirs du hasard de René Benjamin, mise en scène Jacques Copeau, Théâtre du Vieux-Colombier
- 1925 : L'Infidèle éperdue de Jacques Natanson, Théâtre de la Michodière
- 1925 : Le Greluchon délicat de Jacques Natanson, Théâtre de la Michodière
- 1927 : Knock Out de Jacques Natanson et Jacques Théry, Théâtre Edouard VII
- 1930 : Cœur d'Henri Duvernois, Théâtre des Nouveautés
- 1930 : Langrevin père et fils de Tristan Bernard, mise en scène Jacques Baumer, Théâtre des Nouveautés
- 1931 : Le Roi masqué de Jules Romains, mise en scène Louis Jouvet, Théâtre Pigalle
- 1933 : Lundi 8 heures de George S. Kaufman et Edna Ferber, mise en scène Jacques Baumer, Théâtre des Ambassadeurs
- 1934 : Liberté provisoire de Michel Duran, mise en scène Jacques Baumer, Théâtre Saint-Georges
- 1934 : L'Été de Jacques Natanson, mise en scène Marcel André, Nouvelle Comédie
- Mars 1938 : Cavalier seul de Jean Nohain et Maurice Diamant-Berger, Théâtre du Gymnase
- 1940 : Elvire de Henry Bernstein, Théâtre des Ambassadeurs
- 1953 : Faites-moi confiance de Michel Duran, mise en scène Jean Meyer, Théâtre du Gymnase